# Список серий аниме Boruto: Naruto Next Generations
Здесь представлен список серий аниме Boruto: Naruto Next Generations, основанного на одноимённой манге и являющегося продолжением «Наруто. Ураганные хроники», снятого по манге «Наруто» Масаси Кисимото. Выпускается студией Pierrot и транслируется по TV Tokyo. Режиссерами аниме являются Нориюки Абэ (главный режиссер) (серии № 1–104), Хироюки Ямасита (№ 1–66), Тосиро Фудзи (№ 67–104) и Масаюки Кода (№ 105–н. в.), сценаристами — Макото Уэдзу (№ 1–66) и Масая Хонда (№ 67– н. в.). Автор манги Укё Кодати руководит созданием сериала.
Несмотря на то, что аниме основано на манге, сериал демонстрирует оригинальные сюжетные линии и адаптации спин-офф манги, Naruto: The Seventh Hokage and the Scarlet Spring, фильма Boruto: Naruto the Movie, а также серии романов Naruto Shinden.
Премьера состоялась 5 апреля 2017 года на телевидении в Токио, сериал выходил в эфир каждую среду в 17:55. Начиная с 3 мая 2018 года (56 эпизод) он выходил в эфир каждый четверг в 19:25. С 7 октября 2018 года (76 эпизод) он выходит в эфир каждое воскресенье в 17:30. Сериал также выпускается на DVD. 23 марта 2017 года Viz Media лицензировала сериал для Hulu и Crunchyroll. 21 апреля 2020 года было объявлено, что с 155 эпизода и далее выпуск будет отложен из-за пандемии COVID-19. После двухмесячного перерыва 5 июля 2020 года выпуск возобновился.
29 сентября 2018 г. состоялась премьера английского дубляжа в США, в программном блоке Toonami от Adult Swim. После трансляции 52 серии, 20 октября 2019 года Adult Swim удалил сериал из блока трансляций. Джейсон ДеМарко написал в Твиттере, что в настоящее время у них нет планов возобновлять трансляцию.

## Содержание
| Сезон | Серии | Премьера                                 |
| ----- | ----- | ---------------------------------------- |
| 1     | 26    | 5 апреля — 27 сентября 2017 года         |
| 2     | 25    | 4 октября 2017 года — 26 марта 2018 года |
| 3     | 24    | 4 апреля — 20 сентября 2018 года         |
| 4     | 25    | 7 октября 2018 года — 31 марта 2019 года |
| 5     | 26    | 7 апреля — 29 сентября 2019 года         |
| 6     | 24    | 6 октября 2018 года — 29 марта 2019 года |
| 7     | 30    | 5 апреля — 27 декабря 2020 года          |
| 8     | 25    | 10 января — 27 июня 2021 года            |
| 9     | 25    | 4 июля — 26 декабря 2021 года            |
| 10    | 25    | 9 января — 26 июня 2022 года             |
| 11    | 26    | 3 июля — 25 декабря 2022 года            |
| 12    | 12    | 8 января 2023 года — 26 марта 2023 года  |

| Описание | Описание                  |
| -------- | ------------------------- |
|          | По манге                  |
|          | Филлер                    |
|          | Филлер с элементами манги |

## Список серий

### 1 сезон (2017)
| 1 | Боруто Удзумаки «Удзумаки Боруто!!» (うずまきボルト!!)                                             | 1, филлер                           | 5 апреля 2017 года    |
| За годы до битвы Боруто Удзумаки с человеком по имени Каваки мальчики Боруто и Сикадай Нара едут на поезде. Сикадай напоминает, что на следующий день состоится церемония поступления в Академию ниндзя. Боруто замечает, как над одним мальчиком издеваются хулиганы, и защищает его. Этот мальчик, Дэнки Каминаримон, рассказывает, что его отец — бизнесмен-миллиардер, отвечающий за систему поездов Конохи, унижает его. Боруто призывает его противостоять отцу. Возвращаясь домой, Боруто не удивляется, что его отец Наруто опять не пришёл на ужин домой. Тем временем Дэнки пытается постоять за себя перед отцом, но тот отвергает его, говоря, что Дэнки получит его признание, став сильным. На следующее утро Боруто опаздывает на церемонию и видит, что Дэнки управляет злая аура. Дэнки заманивает хулиганов в поезд и направляет его в сторону другого поезда. Боруто вмешивается и возвращает Дэнки в чувство. Столкновения удаётся избежать, однако поезд в конечном итоге врезается в каменное лицо хокагэ. Боруто и Дэнки становятся друзьями и оба поступают в Академию.                                                                         | |                                     |                       |
| 2 | Сын Хокагэ «Хокагэ но мусуко…!!» (火影の息子…!!)                                                   | Филлер                              | 12 апреля 2017 года   |
| После двух недель отстранения за почти полное уничтожение памятника хокагэ, Боруто возвращается в Академию и начинает учиться в одном классе с Дэнки и Сикадаем. Нара советует Боруто не привлекать внимания, но тот даже в класс заходит так, что его замечают все. Другие ученики начинают сплетничать о Боруто. Боруто предлагает дружбу Инодзину, но тот отталкивает его руку. Класс проходит тренировку во дворе школы. Боруто становится вторым по показателям, первый — неизвестный ему прогульщик Ивабэ Юйно. Придя в класс, Сикадай, Дэнки и Боруто знакомятся с ним. Тот начинает выражать враждебность к Боруто из-за того, что он сын хокагэ, и провоцирует его на драку. Тем временем Анко и Сино обсуждают Боруто. Придя в свой класс, Сино обнаруживает его пустым — все дети находятся на арене, наблюдая за боем Боруто и Ивабэ. Инодзин меняет свое мнение о Боруто. Боруто выигрывает бой. Ивабэ приходит в ярость. Оказывается, что он владеет стихией земли. Инодзин отбирает у Ивабэ его оружие, каменный молот, чтобы поединок был честным. В итоге Ивабэ осознаёт свою ошибку, а атмосфера в классе улучшается. Ивабэ начинает ходить на уроки. | |                                     |                       |
| 3 | Дикий Метал Ли «Бо:со:, Мэтару Ри:!!» (暴走、メタル・リー!!)                                       | Филлер                              | 19 апреля 2017 года   |
| Сикадай понимает, что он был слишком резок со своим одноклассником Металом Ли, который всегда нервничает перед другими учениками. Посоветовавшись со своим отцом, Сикамару Нарой, он решает извиниться перед Металом. Однако на следующий день Ли одержим той же тёмной аурой, что и Дэнки. Он нападает на своих одноклассников, и правый глаз Боруто замечает странное изменение в его чакре. После того, как Ли приходит в себя, они с Сикадаем становятся друзьями. | |                                     |                       |
| 4 | Ниндзюцу. Битва полов. «Дандзё таико: ниндзюцу гассэн!!» (男女対抗忍術合戦!!)                      | Филлер                              | 26 апреля 2017 года   |
| В Академии девочки упрекают мальчиков в том, что те ребячатся и ведут себя невыносимо. Как и их отцы в том же возрасте, Сарада и Боруто начинают ненавидеть друг друга. Их учитель Сино Абурамэ предлагает своим ученикам вступить в битву девочки против мальчиков. | |                                     |                       |
| 5 | Загадочный новичок «Надзо но тэнко:сэй…!!» (謎の転校生…!!)                                         | Филлер                              | 3 мая 2017 года       |
| В Академию поступает довольно таинственный новый ученик Мицуки. Во время тренировочных поединков он демонстрирует свою силу, доминируя над Ивабэ, который является лучшим в тайдзюцу и ниндзюцу. Тем временем Сино начинает считать, что ученики его не уважают. | |                                     |                       |
| 6 | Последний урок «Сайго но дзюгё:…!!» (最後の授業…!!)                                                | Филлер                              | 10 мая 2017 года      |
| Сино, одержимый тёмной аурой, сражается с Боруто, в то время как Сикадай и Мицуки оказываются в ловушке в лесу. Придя в себя, Сино спасает Мицуки и Боруто от утопления и отчитывается в офисе хокагэ. Наруто понимает, что назревает опасная ситуация, и приказывает Сино провести расследование. | |                                     |                       |
| 7 | Любовь и чипсы «Кой то потэти…!!» (恋とポテチ…!!)                                                  | Филлер                              | 17 мая 2017 года      |
| Идя по улицам, Сарада, Тётё и Сумирэ понимают, что кто-то следит за ними. Преследователем оказался Магирэ, ученик из другого класса, которому нравится Сумирэ, но она не разделяет его чувства. Опустошённый, мальчик убегает и возвращается на следующий день, одержимый тёмной аурой. Боруто, Сарада, Тётё и другие останавливают его. В офисе хокагэ Наруто получает сообщения о людях, по неизвестной причине теряющих чакру. | |                                     |                       |
| 8 | Вещий сон «Юмэ но оцугэ» (夢のお告げ)                                                              | Филлер                              | 24 мая 2017 года      |
| Боруто задаётся вопросом о таинственной ауре, которую видит только он. Ночью ему снится силуэт Тонэри Ооцуцуки, который говорит, что глаз Боруто — последняя надежда, которая поможет избежать грядущей катастрофы, и обещает ему невероятное будущее. Боруто просыпается, убеждённый, что это бякуган. Наруто и Хината, немного сомневаясь в его версии, решают отвезти его к дедушке, Хиаси Хюге. | |                                     |                       |
| 9 | То, на что я способен «Дзибун но сё:мэй» (自分の証明)                                              | Филлер                              | 31 мая 2017 года      |
| 10 | Дело призрака: Расследование начинается «Го:суто дзикэн, со:са каиси!!» (ゴースト事件、捜査開始!!) | Филлер                              | 7 июня 2017 года      |
| 11 | Тень злодея «Куромаку но кагэ» (黒幕の影)                                                          | Филлер                              | 14 июня 2017 года     |
| 12 | Боруто и Мицуки «Боруто то Мицуки» (ボルトとミツキ)                                                | Филлер                              | 21 июня 2017 года     |
| 13 | Появление чудовища-демона «Мадзю:, аравару…!!» (魔獣、現る…!!)                                     | Филлер                              | 28 июня 2017 года     |
| 14 | Путь, что виден лишь Боруто «Боруто ни миэру мити» (ポルトに見える道)                              | Филлер                              | 5 июля 2017 года      |
| 15 | Новый путь «Атарасий мити» (新しい道)                                                              | Филлер                              | 12 июля 2017 года     |
| 16 | Страх провалиться «Дабури но кики» (留年の危機)                                                    | Филлер                              | 19 июля 2017 года     |
| 17 | Беги, Сарада, беги! «Сарада хасиру!!» (サラダ走る!!)                                               | Филлер                              | 26 июля 2017 года     |
| 18 | День из жизни семьи Удзумаки «Удзумаки-кэ но итинити» (うずまき家の一日)                           | OVA «День когда Наруто стал Хокагэ» | 2 августа 2017 года   |
| 19 | Сарада Утиха «Утиха Сарада» (うちはサラダ)                                                         | 1-2                                 | 9 августа 2017 года   |
| 20 | Мальчик с сяринганом «Сяринган но сё:нэн» (写輪眼の少年)                                           | 2-4                                 | 16 августа 2017 года  |
| 21 | Саскэ и Сарада «Сасукэ то Сарада» (サスケとサラタ)                                                 | 5-6                                 | 23 августа 2017 года  |
| 22 | Связанные чувствами «Цунагару омой» (つながる想い)                                                 | 6-8                                 | 30 августа 2017 года  |
| 23 | Людей связывает не только родство «Цунагари но катати» (つながりのカタチ)                          | 8-10                                | 6 сентября 2017 года  |
| 24 | Боруто и Сарада «Боруто то Сарада» (ボルトとサラダ)                                                | 5 Наруто 700                        | 13 сентября 2017 года |
| 25 | Безумная экскурсия «Харан но сю:гакурёко:!!» (波乱の修学旅行!!)                                    | Филлер                              | 20 сентября 2017 года |
| 26 | Преемник Мидзукагэ «Мидзукагэ но ко:кэйся» (水影の後継者)                                          | Филлер                              | 27 сентября 2017 года |

### 2 сезон (2017–2018)
| № серии | Заглавие                                                                                          | Экранизированные главы манги          | Трансляция в Японии  |
| ------- | ------------------------------------------------------------------------------------------------- | ------------------------------------- | -------------------- |
| 27      | Дружественная «синобитва» «Ю:дзё: но синоби бауто» (友情のシノビバウト)                           | Филлер                                | 4 октября 2017 года  |
| 28      | Объявление войны «Сэнсэн фококу» (宣戦布告)                                                       | Филлер                                | 11 октября 2017 года |
| 29      | Новая семёрка синоби-мечников Кровавого Тумана! «Син Синобигатана Ситининсю:!!» (新·忍刀七人衆!!) | Филлер                                | 18 октября 2017 года |
| 30      | Сяринган против Клинка молний «Сяринган ба:сасу Раито: Киба» (写輪眼 vs 雷刀・牙)                 | Филлер                                | 25 октября 2017 года |
| 31      | Боруто и Кагура «Боруто то Кагура» (ボルトとかぐら)                                               | Филлер                                | 1 ноября 2017 года   |
| 32      | В поисках гостинцев! «Омиягэ куэсуто» (おみやげクエスト)                                          | Филлер                                | 8 ноября 2017 года   |
| 33      | Беда со Звериными рисунками «Сурампу!! Тё:дзю:гига» (スランプ!! 超獣偽画)                         | Филлер                                | 15 ноября 2017 года  |
| 34      | Звездопад «Хоси фуру ёру» (星降る夜)                                                              | Филлер                                | 22 ноября 2017 года  |
| 35      | Встречи с родителями «Санся мэндан…!!» (三者面談…!!)                                              | Филлер                                | 29 ноября 2017 года  |
| 36      | Выпускные экзамены начинаются! «Соцугё: сикэн, кайси!!» (卒業試験、開始!!)                        | Филлер                                | 6 декабря 2017 года  |
| 37      | Решимость синоби «Синоби но какуго» (忍の覚悟)                                                    | Филлер                                | 13 декабря 2017 года |
| 38      | Формирование отрядов «Сури:мансэру, кэссэй…?» (スリーマンセル、結成…？)                           | Филлер                                | 20 декабря 2017 года |
| 39      | Путь, освещённый полной луной «Митита цуки га тэрасу мити» (満ちた月が照らす道)                   | Наруто: Путь, освещённый полной луной | 27 декабря 2017 года |
| 40      | Седьмая команда: первое задание «Дай-нана хан хацу нимму!!» (第七班・初任務!!)                    | Филлер                                | 10 января 2018 года  |
| 41      | Сила единства! «Кэссоку но тикара» (結束の力)                                                     | Филлер                                | 17 января 2018 года  |
| 42      | Работа ниндзя «Ниндзя но осигото» (忍者のお仕事)                                                  | Филлер                                | 24 января 2018 года  |
| 43      | Банда Бьякуя! «Бякуя-дан, аравару!!» (白夜団、現る!!)                                             | Филлер                                | 31 января 2018 года  |
| 44      | Сикадай в смятении «Сикадай но маёй» (シカダイの迷い)                                             | Филлер                                | 7 февраля 2018 года  |
| 45      | Память о снежном дне «Юки но хи но киоку» (雪の日の記憶)                                          | Филлер                                | 14 февраля 2018 года |
| 46      | План «Полярная ночь» в действии! «Кэкко!! Кёкуя сакусэн» (決行!! 極夜作戦)                        | Филлер                                | 21 февраля 2018 года |
| 47      | Кем я хочу быть «Наритай сугата» (成りたい駒)                                                     | Филлер                                | 28 февраля 2018 года |
| 48      | Фильм про гэнинов «Гэнин докюмэнтари:!!» (下忍ドキュメンタリー!!)                                 | Филлер                                | 7 марта 2018 года    |
| 49      | Васаби и Намида «Васаби дэ Намида» (ワサビでなみだ)                                               | Филлер                                | 14 марта 2018 года   |
| 50      | Экзамен тюнинов: совещание «Тюнин Сэмбацу Сикэн суйсэн кайги» (中忍選抜試験推薦会議)              | Филлер                                | 21 марта 2018 года   |
| 51      | День рождения Боруто «Боруто но тандзё:би» (ボルトの誕生日)                                       | Филлер                                | 28 марта 2018 года   |

### 3 сезон (2018)
| 52 | Тень Саскэ «Сасукэ но кагэ» (サスケの影)                                           | Филлер  | 4 апреля 2018 года    |
| 53 | День рождения Химавари «Химавари но тандзё:би» (ヒマワリの誕生日)                  | 1       | 11 апреля 2018 года   |
| 54 | Саскэ и Боруто «Сасукэ то Боруто» (サスケとボルト)                                 | 1-2     | 18 апреля 2018 года   |
| 55 | Нинджеты «Кагаку нингу» (科学忍具)                                                 | 2-3     | 25 апреля 2018 года   |
| 56 | Все соперники на месте! «Райбару, сукэцу!!» (ライバル、集結!!)                     | 3       | 3 мая 2018 года       |
| 57 | Потому я и не могу проиграть! «Макэрарэнай рию:» (負けられない理由)                | 3-4     | 10 мая 2018 года      |
| 58 | Турнир начинается! «То:намэнто, кайси!!» (トーナメント、開始!!)                    | 4       | 17 мая 2018 года      |
| 59 | Боруто против Сикадая! «Боруто ба:сасу Сикадай» (ボルトＶＳシカダイ)               | 4       | 24 мая 2018 года      |
| 60 | Лист против Песка «Конохагакурэ ба:сасу Сунагакурэ» (木ノ葉隠れ VS 砂隠れ)         | Филлер  | 31 мая 2018 года      |
| 61 | Синки Стального Песка «Сатэцу цукай Синки» (砂鉄使い・シンキ)                      | 4-5     | 7 июня 2018 года      |
| 62 | Вторжение Ооцуцуки! «Ооцуцуки, сюрай!!» (大筒木、襲来!!)                           | 5-6     | 14 июня 2018 года     |
| 63 | Тайное оружие Саскэ «Сасукэ но кирифуда» (サスケの切り札)                          | 6       | 28 июня 2018 года     |
| 64 | Спасти Наруто! «Наруто, даккан!!» (ナルト、奪還!!)                                 | 7       | 5 июля 2018 года      |
| 65 | Отец и сын! «Тити то ко» (父と子)                                                  | 8, 9-10 | 19 июля 2018 года     |
| 66 | История обо мне «Орэ но моногатари…!!» (オレの物語…!!)                             | 10-11   | 26 июля 2018 года     |
| 67 | Бабочка супер Тё-Тё!!! «Тё: Тё:Тё: тё: мо:до!!» (超チョウチョウ蝶モード!!)         | Филлер  | 2 августа 2018 года   |
| 68 | Супер поцелуй Тё-Тё!!! «Тё: Тё:Тё: кису мо:до!!» (超チョウチョウキスモード!!)      | Филлер  | 9 августа 2018 года   |
| 69 | Любовный супер поворот Тё-Тё!!! «Тё: Тё:Тё: кой со:до:!!» (超チョウチョウ恋騒動!!) | Филлер  | 16 августа 2018 года  |
| 70 | По ту сторону нервов «Кинтё: но муко:гава» (緊張の向こう側)                        | Филлер  | 23 августа 2018 года  |
| 71 | Самый твёрдый камень на свете «Сэкай дэ итибан катай иси» (世界で一番固い石)       | Филлер  | 30 августа 2018 года  |
| Мицуки снится сон о его прошлом, про который он рассказывает Боруто. Он задумывается, действительно ли его желание быть рядом с командой его собственное. На совещание пяти каге прибыли также предыдущие каге, но Ооноки из страны Земли куда-то пропал. Боруто пытается решить загадку отца о том, какой камень самый твёрдый в мире и берётся за поиски Третьего Тсучикаге, чтобы спросить его. Ооноки соглашается ответить на вопрос, если ему устроят экскурсию по деревне. Боруто соглашается, Мицуки поддерживает, а Сараде не остаётся выбора. Они целый день проводят со стариком, а в конце он предлагает детям выбрать один из трёх камней, который может оказаться самым твёрдым в мире. Боруто и Сарада выбирают по одному, но Мицуки воздерживатеся. Ооноки говорит, что самый твёрдый камень - это стержень, внутри каждого человека, его воля. |                                                                                    |         |                       |
| 72 | Воля Мицуки «Мицуки но иси» (ミツキの意志)                                         | Филлер  | 6 сентября 2018 года  |
| На патрульных деревни нападают неизвестные. Сай начинает расследование и находит повязку Мицуки. Все групповые миссии отменены. Мицуки не приходит на встречу с Боруто и Сарадой, и они решают заглянуть к нему домой, но его там нет и никто не знает, где он. Боруто и Сарада думают, что взрослые что-то он них скрывают и решают пробраться на собрание джонинов, где узнают, что их друг сын Орочимару. Многие, включая Сараду, начинают сомневаться, не предал ли их Мицуки, но не Боруто. Он хочет отыскать его и натыкатся в лесу на змею, которая голосом Мицуки говорит: "Такова моя воля". Боруто решает покинуть деревню и найти друга, чтобы поговорить. Сарада пытается его остановить, у неё не получается и она решает сопровождать Боруто. |                                                                                    |         |                       |
| 73 | Обратная сторона Луны «Цуки но урагава» (月の裏側)                                 | Филлер  | 13 сентября 2018 года |
| Моеги вместе с Шикадаем, Иноджином и Чочо отправляются на поиски Боруто и Сарады. Сарада превращается в Мицуки, чтобы отвлечь охрану, а Боруто проникает в убежище Орочимару и находит других Мицуки разного возраста. Сараду ловят и ей помогает Карин. Боруто показывает Орочимару змею Мицуки, но даже это не помогает понять, где он. Теперь Боруто и Сарада направляются искать Мудреца белой змеи в поисках ответов, но их останавливает команда Моеги. |                                                                                    |         |                       |
| 74 | Против нас — Ино-Сика-Тё! «Тэки ва Ино-Сика-Тё…!!» (敵は猪鹿蝶…!!)                 | Филлер  | 20 сентября 2018 года |
| Команда 10 сражается против Боруто и Сарады и захватывает их, но те сбегают и продолжают свой путь. Ино-Шика-Чо организовывают план перехвата и успешно его воплощают, но после того, как Шикадай видит змею Мицуки, он решает последовать с Боруто. Суйгетсу задерживает Моеги и детям удаётся оторваться. |                                                                                    |         |                       |
| 75 | Пещера драконьих костей «Рю:итидо: но сирэн» (龍地洞の試練)                        | Филлер  | 20 сентября 2018 года |
| Боруто с ребятами удаётся найти пещеру Рюичи, но чтобы добраться до Мудреца белой змеи, нужно пройти испытание. Ребят разделяет туман, Боруто справляетстся с испытанием, снова встречает своих друзей, а также Мудреца. Тот говорит, что согласен помочь только если ему принесут чешую огромной змеи Гараги. |                                                                                    |         |                       |

### 4 сезон (2018–2019)
| 76 | Навлекая гнев «Гэкирин ни фурэро» (逆鱗に触れろ)                                          | Филлер          | 7 октября 2018 года  |
| Боруто с друзьями встречает Гарагу и понимает, что им не победить. Им помогает скрыться Аода - змея, с которой Саске заключил контракт. Аода объяснят, что Гарага это слишком опасен и предлагает вернуться домой, но Боруто отказыватся. Совместными усилиями им удаётся обоздвижить Гарагу, но змея превращает Чочо в камень. В то время в Конохе один из приближённых к Хокаге Юрито что-то затевает. |                                                                                           |                 |                      |
| 77 | Серьёзный противник! Буйство Гараги! «Кё:тэки, Гарага но мо:ко:!!» (強敵、ガラガの猛攻!!) | Филлер          | 14 октября 2018 года |
| Моеги и Сакура вычисляют, что Юрито хотел навредить чунинам, которые последними видели Мицуки перед побегом. Юрито удаётся уйти и он нападает на Денки. Его друзья вступают в бой, а Удон понимает, что Юрито находится под гендзютцу, которое он рассеивает и Юрито взрывается. Шикадай придумывает план, как одолеть Гарагу. В решающий момент Боруто видит воспоминания Гараги, как его предал человек, с которым он сражался бок о бок. Боруто и Гарага разгиваривают, после чего Боруго решает прервать атаку и заключить контракт с Гарагой. Ребята возвращаются к Мудрецу и Боруто демонстрирует призыв. Мудрец показывает Боруто и остальным мысли, оставленные в белой змее Мицуки: два шиноби предлагают Мицуки отправится в стрну Земли и найти ответы, которые он ищет. Чтобы завоевать их доверие, Мицуки приказывает змее остановить ненадолго сердце патрульного Конохи. Вражеские шиноби подумали, что он мёртв и не стали добивать. Боруто решает отправиться в страну Земли. |                                                                                           |                 |                      |
| 78 | Разные намерения «Сорэдзорэ но омоваку» (それぞれの思惑)                                  | Филлер          | 21 октября 2018 года |
| Патрулирующий чунин приходит в себя и рассказывает, что Мицуки ушёл вместе с шиноби из Скрытого Камня. Шикамару передаёт преследующей группе, что нужно напрявляться в страну Земли. Шикадай продумывает их дальнейший путь и поэтому отправляет Иноджина и Чочо обратно в деревню, чтобы те убедили их родителей в невиновности Мицуки. По пути они встречают шиноби своей деревни, но те обездвиженны. Мицуки продолжает свой путь и выяснятеся, что его напарники это искусственно созданные люди, срок жизни которых ограничен, а их создатель Ку хочет заполучить эксперимент Орочимару. |                                                                                           |                 |                      |
| 79 | Встреча! Мицуки «Сайкай, Мицуки…!!» (再会、ミツキ…!!)                                     | Филлер          | 28 октября 2018 года |
| Боруто, Сарада и Шикадай встречаются с одним из сопровождающих Мицуки - Кокуё, и монстром из Земли - Акутой. Сперва они берутся за монстра и уничтожают его, после появляется Чочо и Иноджин и помогают. Боруто и Сарада идут дальше, а команда Ино-Шика-Чо остаются сражаться с Кокуё. Второй сопровождающий, Секией, отправляется встретить Боруто и Сараду, в то время как Мицуки охраняют два Акуты, чтобы он не пошёл следом. Команда Шикамару не справляется и отступает. Боруто призывает Гарагу и он помогает подобраться к Сикией, но его останавливает Мицуки. Боруто предлагает своему другу вернуться в Коноху вместе, но Мицуки бьёт в Боруто разрядом молнии и уходит с Сикией и Кокуё. |                                                                                           |                 |                      |
| 80 | Друг Мицуки «Мицуки но томодати» (ミツキのトモダチ)                                       | Филлер          | 4 ноября 2018 года   |
| Сикиею становится плохо и Кокуё уходит за подмогой, оставляя их с Мицуки вдвоём. Мицуки поддерживает его, но Секией подозревает Мицуки в скором предательстве. Вскоре возвращается Кокуё вместе с товарищами, они делают укол Сикиею и он поправляется. Ку берёт в плен Тсучикаге. |                                                                                           |                 |                      |
| 81 | Желание Боруто «Боруто но нэгай» (ボルトの願い)                                           | Филлер          | 11 ноября 2018 года  |
| Боруто без сознания. Сарада и Шикадай обсуждают, что им делать дальше и решают продолжить путь в страну Земли. Они встречают маленького и не агрессивного Акуту, Иноджин пытается найти с ним общий язык. Боруто в своём подсознании общается с Гарагой, затем просыпается и говорит, что намерен продолжать идти за Мицуки. |                                                                                           |                 |                      |
| 82 | Под прикрытием в Скалы! «Сэнню:!! Ивагакурэ но сато» (潜入!!岩隠れの里)                   | Филлер          | 18 ноября 2018 года  |
| Ребята проникают в Деревню Скрытую в Камне, пока Иноджин остаётся в пещере вместе с Акутой и даёт ему имя Аккун. Боруто с друзьями хотят найти Ооноки и обсудить с ним ситуацию, и встречаются с ним при помощи Акатсучи – помощника Тсучикаге. Ооноки выслушивает просьбу о помощи и отказывает им. После этого на них нападают Акута во главе с Ку, который приклоняет перед Ооноки колено. |                                                                                           |                 |                      |
| 83 | Правосудие Ооноки «Ооноки но сэйги» (オオノキの正義)                                      | Филлер          | 25 ноября 2018 года  |
| Конохамару направляется в Страну Земли. Ооноки и Ку работают заодно. Ооноки объясняет это тем, что ему предпочтительнее отправить в бой Акута, а не молодых шиноби, которые могут расстаться с жизнью. Для воплощения этого плана ему нужен Мицуки. Завязывается бой, в ходе которого чуть не пострадал Ооноки, но Боруто его спасает и уходит вместе с ним. Акатсучи помогает генинам Конохи, в итоге они разделяются, но Акута захватывает Шикадая и помещает его в то же место, где держат Тсучикаге. Сикией устраивает Мицуки экскурсию по их дому и показывает свои рисунки. После этого Мицуки уводят на проверку и обнаруживают в нём проклятую печать. |                                                                                           |                 |                      |
| 84 | Чувства Ооноки, чувства Ку «Ооноки но омой, Ку: но омой» (オオノキの思い、空の思い)       | Филлер          | 2 декабря 2018 года  |
| Боруто уносит Ооноки подальше и оказывается на равнине Санзу, окружённой мощным барьером. Выбраться возможно, если найти камень сердца. Боруто беседует с Ооноки. Старик рассказывает ему о своих целях. Это он создал Ку и остальных из собственных клеток, и он намерен продолжать, чтобы избавить родные земли от смертей. Но его изобретения не идеальны, они медленно саморазрушаются, что на этот раз происходит с Кирарой и Какоу, пока они спорили, кто из них больше похож на человека. |                                                                                           |                 |                      |
| 85 | Камень воли «Кокоро но иси» (心の石)                                                      | Филлер          | 9 декабря 2018 года  |
| После дальнейших исследований стало ясно, что копировать сердце Мицуки и дать шанс на новую жизнь искусственных людей возможно, однако для этого нужны настоящие сердца людей. Акатсучи держит путь в Коноху, чтобы всё рассказать Наруто, его преследуют Акута и почти побеждают, но появляется Конохомару и помогает. Боруто и Ооноки встречают Секки, который тоже ищет свой камень сердца и вскоре им удаётся его найти и выбраться. Ку для своих экспериментов хочет использовать Шикадая, но тому удаётся обмануть противника и сбежать |                                                                                           |                 |                      |
| 86 | Воля Кодзути «Кодзути но иси» (コヅチの意志)                                              | Филлер          | 16 декабря 2018 года |
| Ооноки отводит Боруто на место, где умер его внук Козучи. Нам показывают обстоятельства смерти Козучи и момент создания Ку и остальных искусственных людей из клеток Ооноки из образца белого Зетсу. Ку со своей командой захватывает власть в деревне. Боруто не разделяет мнения Ооноки о его видении мира, они становятся по разные стороны и в это время приходит Какоу. |                                                                                           |                 |                      |
| 87 | Чувство жизни «Икитэиру дзиккан» (生きている実感)                                         | Филлер          | 23 декабря 2018 года |
| Боруто сражается с Какоу. Сарада и Чочо слышат взрывы битвы и приходят к нему на помощь. Шикадай проникает во владения Тсучикаге и делает звонок в Коноху, трубку поднимает Шикамару, Шикадай всё ему рассказывает. Какоу сражается на пределе своих возможностей и саморазрушается. На Иноджина нападает Кирара и подчиняет его своей воле. После этого Иноджин встречает Боруто, Сараду и Чочо, нападает на них и берёт в плен. |                                                                                           |                 |                      |
| 88 | Битва с Кокуё! «Гэкитоцу, Кокуё:!!» (激突、コクヨウ！!)                                   | Филлер          | 6 января 2019 года   |
| Ооноки возвращается в деревню, видит следы битвы и ни одного человека на улице. Ку объясняет свой план и намерение пересадить искусственным людям сердца живых, пока они сами не погибли. Ооноки против и Ку и его предаёт, намериваясь продолжить свою задумку. От генинов Конохи собираются избавиться, но их спасает Шикадай. Команда Ино-Шика-Чо остаются сражаться с Кокуё и побеждают. В ходе битвы погибает Аккун. Путь Боруто и Сарады преграждает Кирара. Конохомару проникает в место, где создаются Акута и там его встречает Мицуки. |                                                                                           |                 |                      |
| 89 | Следуя воле «Цурануку кокоро» (貫く心)                                                    | Филлер          | 13 января 2019 года  |
| Кирара берёт под контроль Боруто и Сараду и заставляет их драться друг против друга. Им удаётся освободиться с помощью шарингана Сарады. Мицуки приносит сердце и они с Секиеем идут к Ку. Их останавливают Боруто и Сарада, Мицуки применяет молнию против них, а затем пронзает насквозь Ку. Заготовленное сердце оказалось имитацией. Все новые акута уничтожаются, а захваченные шиноби освобождены. |                                                                                           |                 |                      |
| 90 | Мицуки и Сэкиэй «Мицуки то Сэкиэй» (ミツキとセキエイ)                                     | Филлер          | 20 января 2019 года  |
| Ку сбегает, так как его тело разрушается. Секией зол на Мицуки и атакует его взрывающейся глиной. Его не хватает надолго и вскоре он разрушается. Кирара снова встаёт на пути Боруто и Сарады, победить им помогает Гарага. Мицуки возвращается к друзьям. Ку нападает на учёного, который им помогал, и забирает его сердце себе. |                                                                                           |                 |                      |
| 91 | Воля Ооноки «Ооноки но иси» (オオノキの意志)                                              | Филлер          | 27 января 2019 года  |
| Команда 7 начинает бой против Ку, Мицуки применяет режим отшельника. Ку справляется с ним, после чего появляется Ооноки и пытается вразумить Ку, но тот нападает. Наруто и Сай отправляются в Страну Земли, Команды 5 и 15 следуют за ними. В ходе боя Боруто удаётся попасть рассенганом в грудь Ку, после чего его добивает Ооноки и сам умирает. Наруто вместе с шиноби конохи прибывает в деревню. |                                                                                           |                 |                      |
| 92 | Новые будни «Атарасий нитидзё:» (新しい日常)                                              | Филлер          | 3 февраля 2019 года  |
| Боруто с друзьями возвращается в Коноху, его и Сараду лишают звания генина за то, что они покинули деревню. Гарага прощается с Боруто. Мицуки допрашивают, после чего отпускают и его находит Боруто. Мицуки просит прощения у друга, Боруто на него не злится. Конохомару и Тсучикаге просят простить команду 7, после чего Наруто соглашается и отправляет их на очередное задание. |                                                                                           |                 |                      |
| 93 | День семьи «Ояко но хи» (親子の日)                                                        | Филлер (ранобэ) | 10 февраля 2019 года |
| В Конохе отмечается День родителя и ребёнка, и Наруто хочет провести этот день с семьёй. Боруто уходит тренироваться, а Химавари хочет провести этот день с папой и купить новую игрушку Курааму. Наруто всё путает и покупает Шикааку, поэтому он и Киба решают разделиться и искать нужную игрушку в других магазинах Конохи. Им удаётся, но в итоге Химавари отдаёт Курааму другому ребёнку, который его хотел. |                                                                                           |                 |                      |
| 94 | Убойная порция! Битва обжор! «Тэнкодзакари!! О:гуй батору» (てんこ盛り！！大食いバトル)   | Филлер (ранобэ) | 17 февраля 2019 года |
| В рамках Дня родителя и ребёнка. Стартует состязание по поеданию, в котором участвуют родители и их дети. Чоуджи и Чочо лидируют, им противостоит команда странствующих обжор, которая жульничает. Это замечает Боруто и команда Чоуджи и Чочо выигрывает. |                                                                                           |                 |                      |
| 95 | План: Как подобраться к дочери «Мусумэ то итяитя дайсакусэн» (娘とイチャイチャ大作戦)     | Филлер (ранобэ) | 24 февраля 2019 года |
| В рамках Дня родителя и ребёнка. Саске хочет провести время с дочерью, но не понимает, что он делает не так. Ему помогает с советами Какаши, но это только усугубляет ситуацию. В итоге они учатся говорить о своих желаниях и день заканчивается семейным ужином. |                                                                                           |                 |                      |
| 96 | Кровь, пот и слёзы «Ти то асэ то Намида» (血と汗となみだ)                                 | Филлер          | 3 марта 2019 года    |
| На очередном задании из-за техники Намиды её команда теряет слух. Намида принимает решение развивать технику воды, делает успехи и снова отправляется на миссию. Стихия воды не даёт ожидаемого результата, однако Сумире и Васаби подбадривают Намиду, после чего она решает использовать крик, направляя его в определённую точку. У неё это получилось, хоть и ей предстоит ещё оттачивать эту технику. |                                                                                           |                 |                      |
| 97 | Решение Сикадая «Сикадай но кэцудан» (シカダイの決断)                                     | Филлер          | 10 марта 2019 года   |
| У Шикадая плохо удаётся техника теневого паралича, и старейшина клана Нара предлагает ему идти по пути политика, а не шиноби. Попадая в критическую ситуацию, Шикадай понимает, что нужно действовать не только лишь на благо клана, а ещё и на своё собственное. Он прибегает к использованию стихии ветра и принимает решение и дальше следовать пути шиноби. |                                                                                           |                 |                      |
| 98 | Про́клятый лес «Нороварэта мори» (呪われた森)                                              | Филлер          | 17 марта 2019 года   |
| Боруто и Мицуки встречают Тосаку, любителя птиц, из-за которого опаздывают на встречу с Сарадой. Команды 7 и 15 отправляют на общую миссию, связанную с агрессией птиц. Их сопровождает недавно встретившийся Тосака, как так он орнитолог. В лесу на них нападают птицы, а также некий монстр, от которых удаётся отбиться. В местной деревне некоторые жители покрылись метками и сделались такими же агрессивными, как и птицы. Спасти одного из жителей помогает Джуго, который живёт в пещере и борется со своей проклятой печатью. Это увидели Боруто и Сарада. Джуго и есть тот монстр из леса. |                                                                                           |                 |                      |
| 99 | Дзюго и печать «Дзю:го то дзюин» (重吾と呪印)                                             | Филлер          | 24 марта 2019 года   |
| Джуго под влиянием проклятой печати нападает на Боруто и Сараду. На помощь приходят Конохомару и Мицуки. Конохомару поражает Джуго рассенганом и это помогает снять действие печати, однако Джуго просто уходит. Он продолжает путешествовать по лесу и избавлять птиц от проклятой печати во вред себе. Боруто настаивает на том, чтобы тот принял их помощь и Джуго понемногу начинает доверять. Команда 15 держит путь в Коноху, чтобы доложить ситуацию и запросить подкрепление, однако у них на пути встают неизвестные близнецы, использующие проклятую печать. |                                                                                           |                 |                      |
| 100 | Уготованный путь «Кимэрарэта мити» (決められた道)                                         | Филлер          | 31 марта 2019 года   |
| Команда 7 помогает Джуго избавлять птиц от проклятой печати. Одной ночью заражённые птицы сбегают, Джуго страдает от влияния проклятой печати, а лекарства, помогающие от этого, исчезают. Джуго полностью трансформируется и нападает на деревню. Исследователи из страны Рек используют транквилизатор и признаются, что следили за ними и Джуго ранее. Намида и Васаби тоже оказывается в деревне и они тоже заражены проклятой печатью, а шиноби, напавшие на них, находятся среди исследователей. Сумире удалось от них уйти. |                                                                                           |                 |                      |

### 5 сезон (2019)
| 101 | Помощь для Дзюго «Дзю:го но энгун» (重吾の援軍)                                                           | Филлер                      | 7 апреля 2019 года    |
| Сумире пытается найти след Васаби и Намиды, и натыкается на Суйгетсу и Карин. Позже к ним присоединяются Боруто и Сарада. Сумире рассказывает о напавших на них близнецах, а Боруто понимает, что это были те шиноби из страны Рек. Все вместе они решают, что нужно немедленно вытащить оттуда Джуго и остальных. Сарада и Карин выполняют роль приманки, но за ними идёт только один из близнецов. Сумире удаётся спаси Намиду и Васаби, но у них на пути встаёт второй из близнецов. Боруто и Суйгетсу находят связанного Джуго, хотят освободить, однако на них со спины нападает Тосака. | |                             |                       |
| 102 | Рукопашная «Ранкэн!!» (乱戦!!)                                                                            | Филлер                      | 14 апреля 2019 года   |
| Тосака объясняет, что вся эта миссия с самого начала задумывалась, чтобы поймать Джуго и изучить его проклятую печать. Он вкалывает Джуго новый препарат, который активирует проклятую печать. Карин и Сараде удаётся сокрушить противника, как и команде 15. Остальные исследователи собирались продать Джуго, поэтому Тосака от них избавился при помощи усовершенствованной проклятой печати. | |                             |                       |
| 103 | Миграция птиц «Ватари но кисэцу» (渡りの季節)                                                             | Филлер                      | 21 апреля 2019 года   |
| Команда 15, Сарада и Карин пытаются отыскать заражённых гусей до того, как они мигрируют. Джуго захватывает проклятая печать и он сбегает. Тосака хочет сразиться с ним, Джуго с лёгкостью его побеждает и забирает его проклятую печать, после чего продолжает нападать на остальных. Боруто удаётся остановить его при помощи рассенгана. Суйгетсу вылечивает всех птиц, выпив сыворотку и пролив на всю округу дождь. | |                             |                       |
| 104 | Маленький сожитель «Тиисана до:кёнин» (小さな同居人)                                                      | Филлер                      | 28 апреля 2019 года   |
| Команда 7 выполняет задание по поимке вора Незуми. Его загоняют в угол, но ему в итоге удаётся всех перехитрить и уйти, а украденные драгоценности пропадают. На этом же месте находится котёнок, для которого Боруто и Сарада решают найти дом. На первое время его забирает себе Мицуки и учится за ним ухаживать. В один день котёнку становится плохо и Мицуки несёт его в больницу, там его крадёт тот самый вор, собираясь вспороть котёнку живот и достать драгоценности. Мицуки легко удаётся вернуть котёнка и отнести к врачу. Когда котёнок выздоровел, он нашёл свою маму и ушёл с ней. Мицуки привязался к котёнку, дал ему имя Миказуки, и без него чувствовал себя одиноко. В итоге нам показали, что Миказуки пришёл навестить Мицуки.                                       | |                             |                       |
| 105 | Сердечная рана «Кокоро но кидзугути» (心の傷口)                                                           | Филлер                      | 5 мая 2019 года       |
| Мицуки приходит к Орочимару, жалуясь на плохое самочувствие. Орочимару берётся изучать, в чём может быть проблема. Происшествие в стране Земли сильно повлияло на Мицуки и с тех пор он видит сны, как он впервые увидел фото Боруто. Орочимару приходит к выводу, что разум Мицуки развивается слишком быстро и это может привести к некрозу клеток. На это раз они не стёрли воспоминание Мицуки, но опасаются, что настанет день, когда придётся это сделать, если Мицуки перестанет справляться. | |                             |                       |
| 106 | Паровой свиток ниндзя: Задание S-ранга! «Юкэмури нимпо:тё: эсу ранку нимму!!» (湯煙忍法帖・Sランク任務!!) | 700 Наруто Филлер (новелла) | 12 мая 2019 года      |
| Мирай отправляется на миссию по сопровождению Какаши и Гая. Она очень воодушевлена, так как защищает 6 Хокаге. Они отправляются на место съёмок фильма любимой книги Какаши, а затем в отель. По итогу миссия оказалась отпуском. | |                             |                       |
| 107 | Паровой свиток ниндзя: Война кошек и собак «Юкэмури нимпо:тё: инунэко сэнсо:!!» (湯煙忍法帖・犬猫戦争!!)  | Филлер (новелла)            | 19 мая 2019 года      |
| Какаши, Гай и Мирай прибывают в город, в котором проходит фестиваль Собак и Кошек. Жители поделились на собачников и кошатников и среди них преобладают вражеские отношения. Во главе двух сторон стоят Киба и Тамаки, которые изначально хотели провести в этом городе свидание. Мирай берётся их мирить. В итоге Киба и Тамаки идут вместе на источники. | |                             |                       |
| 108 | Паровой свиток ниндзя: Отель призраков «Юкэмури нимпо:тё: ю:рэй рёкан!!» (湯煙忍法帖・幽霊旅館!!)         | Филлер (новелла)            | 26 мая 2019 года      |
| Тен-Тен приносит багаж для Мирай и остаётся с ними отдыхать. Гаю видятся приведения. Мирай начинает расследование и находит зацепки. Тен-Тен притворялась призраком, так как реакция Гая её забавляла. Также они нашли девушку по имени Тацуми, которая остановилась на этих источниках без денег и скрывала своё нахождение тут. Тен-Тен отправляется назад в Коноху, а Тацуми присоединяется к путешественникам. | |                             |                       |
| 109 | Паровой свиток ниндзя: Чипсы и валун «Юкэмури нимпо:тё: потэти то о:ива!!» (湯煙忍法帖・ポテチと大岩!!)   | Филлер (новелла)            | 2 июня 2019 года      |
| Какаши, Гай, Мирай и Тацуми прибывают на очередные горячие источники. Искупаться им не удаётся, так как на источники упал огромный валун и всё разрушил. Какаши просит помочь Чоуджи, так как он выполняет миссию неподалёку, и он вместе с остальными убирает валун прочь. | |                             |                       |
| 110 | Паровой свиток ниндзя: Источник воскрешения «Юкэмури нимпо:тё: Ёмигаэри онсэн!!» (湯煙忍法帖・蘇り温泉!!) | Филлер (новелла)            | 9 июня 2019 года      |
| Тацуми рассказывает Мирай про горячие источники, где можно встретить мёртвых. Ночью, пока Какаши и Гай спят, они решают отправиться туда. Им удаётся найти нужное место, где их ждали 18 других девушек. Начался обряд, Мирай вошла в туман и увидела силуэт отца. | |                             |                       |
| 111 | Паровой свиток ниндзя: Король Мирай!! «Юкэмури нимпо:тё: Мирай но гёку!!» (湯煙忍法帖・ミライの玉!!)      | Филлер (новелла)            | 16 июня 2019 года     |
| Как и подозревала Мирай, весь обряд оказался обманом, а его глава Рюки – служитель Джашина, того самого бога, которому служил Хидан, убивший Асуму. Мирай справляется с ним, на помощь так же приходят Какаши и Гай, а после они прощаются с Тацуми и уходят своей дорогой. Какаши и Гай рассказывают Мирай, что цель их путешествия было расследование о пропавших девушках. Вернувшись в деревню, Мирай встречается с Шикамару и даёт ответ на загадку, какого короля защищают шиноби. | |                             |                       |
| 112 | Совет о назначении в тюнины «Тю:нин сё:каку сюно: кайги» (中忍昇格首脳会議)                               | Филлер                      | 23 июня 2019 года     |
| Наруто и Шикамару анализируют экзамен на чунина и выбирают одного шиноби, который удостоится этого звания. После долгих обсуждений они принимают решение, выбрать Шикадая. Тот принимает звание. | |                             |                       |
| 113 | Склонность к лидерству «Тайтё: но сосицу» (隊長の素質)                                                    | Филлер                      | 30 июня 2019 года     |
| Команду, состоящую из Ивабе, Васаби и Боруто отправляют на задание. Их командиром становится Шикадай. Вместе с ними идёт свинья Тонске, которая может вынюхать цветок Гёккоран – цель миссии. Ивабе и Васаби имеют сложности в командной работе, а Шикадай не может их помирить. На пути встают бандиты, которые хотят забрать свинью себе. Им это удаётся. Шикадаю приходится переосмыслить стратегию лидера, и он находит выход из ситуации. Они возвращает Тонске, находят цветок и благополучно возвращаются. Шикадай проходит тест на лидерство. | |                             |                       |
| 114 | Война на У-картах «Гэмаки дайри сэнсо:!!» (ゲマキ代理戦争!!)                                              | Филлер                      | 7 июля 2019 года      |
| Боруто, Метал и Шикадай покупают игровые карты с известными шиноби. По пути им встречается Шино. Он опечален, что нет карты с ним. Ребята решают обратиться напрямую в компанию, которая делает карты и попросить сделать карту Шино. А Метал просит сделать карту с Рок Ли, его отцом. Было принято решение провести опрос среди игроков и выяснить, кто из них популярнее. Дело доходит до сражения Боруто и Метала. Их останавливают Шино и Рок Ли и говорят, что им не нужно быть на картах. Но с новым выпуском карт эти двое всё равно получают по своей собственной карте. | |                             |                       |
| 115 | Двадцать пятая команда «Дай нидзю:го хан» (第二十五班)                                                    | Филлер                      | 14 июля 2019 года     |
| Какаши попадается на глаза жалоба на 25 команду, состоящую из Хако, Хоки и Ранга. Они работают на почте, куда и отправляется Какаши под маскировкой. В это время почти все генины Конохи расследуют дело об угрозе подрыва. Команда 25 становится свидетелем того, как Боруто и Сарада находят одну их бомб среди посылок на почте и успешно её обезвреживают. Какаши понимает чувства команды и даёт её лидеру совет. В ходе дела Хоки понимает, что бомба была не одна, а три. Его команда находит вторую, следует за третьей и обезвреживает её. Команда 25 успешно справилась и переходит под командование Сая. | |                             |                       |
| 116 | Конохамару и Лемон «Конохамару то Рэмон» (木ノ葉丸とレモン)                                               | Филлер                      | 21 июля 2019 года     |
| Боруто, Сарада и Чочо смотрят романтический фильм, который нравится всем кроме Боруто. Конохомару спасает незнакомую девушку, которая убегала от преследователей. Боруто и Конохомару устраивают Ремон экскурсию по деревне. В конце дня преследователи возвращаются и Ремон признаётся, что ушла из дома, но должна вернуться. Позже Боруто хочет, чтобы они с Конохомару угостили Ремон ещё одним бургером. Они приходят к ней домой, но она их прогоняет. | |                             |                       |
| 117 | Тайна Лемон «Рэмон но химицу» (レモンの秘密)                                                              | Филлер                      | 28 июля 2019 года     |
| Боруто и Конохомару встречает Канкицу, который представляется женихом Ремон и просит их уйти. Ночью они возвращаются к Ремон и она им рассказывает, что чтобы спасти деревню Даидаи от монстра по имени Сома, она хочет выйти замуж за Канкицу. Сома поглощает воспоминания людей и единственный способ остановить его – свадебная церемония двух носителей метки, которыми являются Ремон и Канкицу. Боруто и Конохомару собирались уже возвращаться, но их остановила Асаки из клана Ёимура, и попросила проверить Канкицу, так как он стал вести себя странно. Канкицу подозревает неладное и стирает воспоминания Асаки. | |                             |                       |
| 118 | Крадущий воспоминания «Киоку о курау моно» (記憶を喰らうモノ)                                             | Филлер                      | 4 августа 2019 года   |
| . Конохомару выслеживает Канкицу, это оказывается ловушкой и теперь Конохомару уводят прочь. Боруто встречается с Асаки, но она не помнит его. Канкицу забирает заколку Ремон, которая является сильным оружием, и собирается уничтожить её о камень, сдерживающий Сому. Его останавливает Асаки. Боруто тоже приходит на помощь, но обоих поражает Канкицу своей способностью стирать воспоминания. Боруто сбегает с заколкой и не понимает, что он здесь делает. Конохомару докладывает всё хокаге и его помещают под домашний арест. Боруто возвращается домой, находит в своих вещах заколку и не помнит, откуда она у него. Боруто гуляет по деревне и к нему понемногу возвращаются воспоминания. Он приходит к Конохомару, всё ему рассказывает, и они возвращаются в деревню Даидаи. | |                             |                       |
| 119 | Путь ниндзя Конохамару «Конохамару но ниндо:» (木ノ葉丸の忍道)                                            | Филлер                      | 11 августа 2019 года  |
| Начинается свадебная церемония. Вместо того, чтобы отрезать рога у камня, Канкицу разрушает камень и воскрешает Сому. Начинается бой, Конохомару удаётся отбиться, Канкицу приходит в себя и не понимает, что он делал, так как им управлял Сома. Ремон принимает решение запечатать Сому в своём теле, но при этом она теряет все свои воспоминания. Конохомару и Боруто возвращаются в Коноху. | |                             |                       |
| 120 | Цель — Саскэ «Сасукэ о мэдзаситэ» (サスケを目指して)                                                      | Филлер                      | 18 августа 2019 года  |
| Боруто замечает ястреба Саске и решает выяснить, какое сообщение он несёт. После небольшого расследования он решает отправиться в страну Ветра. Боруто приходится всех обмануть и сесть в грузовой поезд. Из-за жары он теряет сознание. Его находит девочка по имени Исаго и приводит в свой дом. Боруто помогает ей и ей отцу, получает взамен вагонетку, на которой быстро добирается до громовой станции. На отмеченном на карте месте Боруто обнаруживает Саске и Гаару, сражающихся против Урашики. Саске отвлекается на Боруто, лишается чакры и попадает в другое измерение. | |                             |                       |
| 121 | Важная миссия — защита Однохвостого! «Итиби о маморэ!! Такусарэта нимму» (一尾を守れ!! 託された任務)      | Филлер                      | 25 августа 2019 года  |
| Шукаку приходит на помощь Гааре и им удаётся заключить Урашики в тюрьму из песка. Гаара помещает Шукаку в горшок и хочет, чтобы Канкуро, Шинки и Боруто отнесли его в Коноху к Наруто для защиты. Их преследуют марионетки Урашики, и Канкуро задерживается, чтобы разобраться с ними | |                             |                       |
| 122 | Кукольный бой «Кугуцу батору!!» (傀儡バトル!!)                                                            | Филлер                      | 1 сентября 2019 года  |
| Канкуро не удаётся справиться с марионетками, поэтому он взрывает всё вокруг. Боруто слышит взрыв и решает вернуться. Шинки с ним не согласен, он намерен и дальше держать путь в Коноху. Прибывшие в Страну ветра Темари и Шикадай тоже идут в сторону взрыва и встречают там Боруто. По следам битвы они понимают, что марионетки врага сбежали и Шинки в опасности. Урашики удаётся освободиться из песчаной гробницы. | |                             |                       |
| 123 | Возвращение Урасики «Урасики, фуккацу» (ウラシキ、復活)                                                   | Филлер                      | 8 сентября 2019 года  |
| Перед Шинки встают вражеские марионетки. Он с ними не справляется, но на помощь приходят Боруто, Темари и Шикадай. Темари ранят, поэтому сражаться приходится Боруто и Шикадаю. Им удаётся сразить марионетку. Шикадай с Темари остаются, а Боруто отправляется за Шинки. Тем временем возвращается Урашики и забирает чакру Темари и Шикадая. Дальше он следует за Боруто, Шинки и Шикаку. | |                             |                       |
| 124 | Время решать «Кэцудан но токи» (決断の時)                                                                 | Филлер                      | 15 сентября 2019 года |
| Урашики догоняет Боруто и Шинки, им удаётся от него быстро отбиться, и бежать дальше. Боруто предлагает остановиться у Годжо, у которого он уже был по пути в страну Верта, и связаться с Конохой. Дом Годжо разрушен, в нём уже побывал Урашики. Боруто и Шинки решают разделиться, чтобы провести Урашики. | |                             |                       |
| 125 | Боруто и Синки «Боруто то Синки» (ボルトとシンキ)                                                         | Филлер                      | 22 сентября 2019 года |
| Боруто встречает Урашики и тянет время. Это помогает Шинки добраться до границы Страны Огня и передать Шукаку Саю. После этого Шинки спешит на помощь к Боруто. В ходе боя у Боруто меняется цвет глаза и Урашики называет это джоуганом. Боруто и Шинки удаётся сдерживать Урашики, но не победить. Им на помощь приходит Саске, вернувшийся из другого измерения. Урашики уходит, Гаара Канкуро, Темари и Шикадай приходят в себя. Боруто прощается с Шинки и тот возвращается в страну Ветра. | |                             |                       |
| 126 | Выходки Сюкаку «Сюкаку но такурами» (守鶴の企み)                                                          | Филлер                      | 29 сентября 2019 года |
| Наруто приносит Шукаку домой, знакомит с семьёй, а после Хвостатые устраивают собрание в подсознании Наруто. После вся семья идёт на прогулку. Шукаку обижает Химавари и она оставляет его в парке, где его выбрасывают в мусор. Боруто и Химавари ищут Шукаку на свалке металлолома и находят с помощью бьякугана Химавари. | |                             |                       |

### 6 сезон (2019–2020)
| 127 | Тактики флирта «Итя Итя Такутикусу» (イチャイチャタクティクス)                                       | Филлер | 6 октября 2019 года  |
| Боруто узнаёт, что у его отца в детстве был учитель по имени Джирайя. Он рассказывает об этом Сараде и та ведёт Боруто на блошиный рынок, потому что там они могут найти книгу авторства Джирайи, чтобы узнать о нём побольше. Только вот все взрослые утверждают, что Боруто и Сарада слишком юны для этих книг. После целого дня поисков Боруто приходит в голову поискать дома у Наруто. Он находит сборник книг, на шум приходит Хината и снова говорит, что эти книги Боруто читать ещё слишком рано. | |        |                      |
| 128 | Цель Урасики «Урасики но нэрай» (ウラシキの狙い)                                                     | Филлер | 13 октября 2019 года |
| Урашики нападает на границы страны Огня и крадёт чакру всех, кто ему попадается. Мирай исчезает, а с помощью её гендзутсу Урашики выманивает джоунинов подальше от деревни. Наруто отправляет генинов разведать обстановку и опробовать новое средство связи. Только Боруто не разрешается покидать в деревню, он остаётся с Саске. Урашики проникает в Коноху и идёт в исследовательский институт, чтобы украсть недавно обнаруженную реликвию. За реликвией скрывается черепаха Карасуки, которая может переносить в другое время. Об этом догадывается Боруто и они с Саске идут туда. В ходе боя Урашики активирует черепаху и все трое переносятся в прошлое.                                                         | |        |                      |
| 129 | Деревня, скрытая в листве «Конохагакурэ но сато» (木ノ葉隠れの里)                                    | Филлер | 20 октября 2019 года |
| Боруто и Саске оказывается во времени, когда Саске недавно покинул деревню. Они сразу встречают Наруто, Джирайю, Сакуру и Цунаде. Последней они кажутся подозрительными, и она просит за ними приглядывать. Наруто пригласил Боруто к себе домой на ужин и ночёвку. Они говорят о семье и засыпают. | |        |                      |
| 130 | Гэнины, общий сбор!!! «Ацумарэ, гэнин!!» (集まれ、下忍!!)                                            | Филлер | 27 октября 2019 года |
| Наруто показывает деревню Боруто. Они встречают Сакуру, Хинату, Неджи, Ли, а после их и остальных генинов Цунаде отправляет вычистить бани. Они с этим справляются, попутно дурачатся, а на следующий день объявляется Урашики. | |        |                      |
| 131 | Сила Девятихвостого «Кю:би но тикара» (九尾のカ)                                                     | Филлер | 3 ноября 2019 года   |
| Урашики нападает на Наруто. Боруто и Саске пытаются его защитить. Этот бой замечает Джирайя и тоже идёт на помощь. Урашики не удаётся достать чакру из Наруто, поэтому он берёт его в плен и пытается сломать печать. Ничего не выходит и чакра Дявятихвостого вырывается наружу. Саске, Боруто и Джирайя находят их. Наруто ранит Боруто, Джирайя использует печать, а Урашики после короткого боя с Саске отступает. | |        |                      |
| 132 | Задание Дзирайи «Дзирайя но кадай» (自来也の課題)                                                    | Филлер | 10 ноября 2019 года  |
| Джирайя предлагает Наруто и Боруто потренироваться вместе объединять чакру, так как природа их чакр очень схожа. У Боруто ничего не получается, потому что он постоянно вспоминает момент, как Наруто его ранил. Боруто решает сделать перерыв и идёт гулять по Конохе. Он встречает Неджи и они немного разговаривают, что добавляет Боруто уверенности. Вечером Саске приносит Наруто еду от Джирайи и они разговаривают о друзьях. | |        |                      |
| 133 | Деревня без Саскэ «Саскэ но инай сато» (サスケのいない里)                                            | Филлер | 24 ноября 2019 года  |
| Джирайя и Саске обсуждают, что им делать дальше. Боруто и Наруто продолжают тренироваться вместе и обсуждают уход Саске из деревни. Сакура подбирает записку от Сарады, которую обронил Саске, и приходит к Боруто, чтобы всё разузнать, но не получает ответа и уходит. Урашики нападает на Наруто во время их тренировки с Боруто. Саске понимает это и вместе с Джирайей спешит на помощь. Джирайю ранят в бою. | |        |                      |
| 134 | Сила видеть будущее «Мирай о ёму тикара» (未来を読むチカラ)                                          | Филлер | 1 декабря 2019 года  |
| За боем из кустов наблюдает Сакура. Урашики побеждает, поэтому Джирайя призывает лягушку, забирает Наруто с Боруто и покидает поле боя. Саске скидывает Урашики в реку. Оттуда его выносит на берег, его без сознания находит Сакура и уносит. Джирайя, Наруто и Боруто понимают, что слабость Урашики во времени, и разрабатывают план победы над ним. План срабатывает и Урашики повержен. | |        |                      |
| 135 | Финальная битва: Урасики «Сайсю: кэссен, Урасики» (最終決戦、ウラシキ)                               | Филлер | 8 декабря 2019 года  |
| Урашики всё ещё может продолжать. Он съедает свой глаз и меняет внешность, становясь сильнее. Сакура лечит Саске, а когда он приходит в себя, теряет сознание от бессилия, а Саске уходит. Конохомару наблюдает за боем и решает позвать на помощь. Наруто впадает в ярость и использует силу девятихвостого, Боруто останавливает его контролем чакры, и они продолжают сражаться вместе, нанося удары вместе с Саске и Джирайей. Урашики уничтожен, а Наруто и Боруто падают без сил. | |        |                      |
| 136 | Преодолевая время «Токи о коэтэ!!» (時を越えて!!)                                                    | Филлер | 15 декабря 2019 года |
| Чтобы объяснить происхождение письма Сакуре, Джирайа рассказывает ей, что двое странствующих артистов - это его фанаты. Сакура в это верит и уходит. Пришло время прощаться, Наруто дарит Боруто подарок, Джирайа просит Саске стереть ему и Наруто воспоминания об этом случае, чтобы это никак не повлияло на будущее. Он выполняет просьбу, и они с Боруто возвращаются в своё время. Саске рассказывает Наруто о случившемся. Боруто находит Наруто, чтобы вместе открыть подарок, там оказывается рамен, который они съедают вместе. | |        |                      |
| 137 | Ученица-самурай по обмену «Самурай рю:гакусэй» (サムライ留学生)                                      | Филлер | 22 декабря 2019 года |
| Сумире переводят в комнату исследования научных инструментов, которая находится на границе страны Огня. Это значит, что команда 15 получит нового участника. Им оказывается самурай из страны Железа по имени Курогане Цубаки, которая является не очень любезной к шиноби. Васаби и Намида должны показать Цубаки город, пока Ханаби отправляется на задание по выслеживанию преступников. Вечером этого же дня Васаби замечает в Конохе этого же преступника, которого она видела в книге Ханаби, и преследует его. Но он оказывается не один, а ещё с двумя товарищами. Васаби и Намида проигрывают, им на помощь приходит Цубаки и помогает справиться. Сарада и другие генины устраивают прощальную вечеринку Сумире. | |        |                      |
| 138 | День рождения Хиаси «Хиаси но тандзё:би» (ヒアシの誕生日)                                            | Филлер | 29 декабря 2019 года |
| У отца Хинаты и Ханаби день рождения, и Хината хочет собрать всю семью, чтобы его отметить. Она поручает Боруто и Химавари подготовить от себя подарки для дедушки. Боруто ищет, что бы могло понравиться дедушке. В процессе этого он принимает вызов от странствующего шиноби, желающем драться с Хиаси; узнаёт от Куренай историю про близнеца Хиаси, но всё ещё сомневается. На день рождения Химавари дарит дедушке шарф, а Боруто предлагает пойти в сад и сделать семейную фотографию. Это трогает Хиаси. | |        |                      |
| 139 | Кошмар! Энко Оникума «Кё:фу!! Оникума Энко» (恐怖!! 鬼熊えんこ)                                      | Филлер | 12 января 2020 года  |
| Команда генинов: Энко, Цуру и Досю, страдают проблемой. Сила Энко очень велика, и она не может её контролировать из-за чего часто её приходится усыплять транквилизатором. Новым наставником команды 40 становится Ибики, он распускает команду Энко и берется заниматься лишь с Энко. Цуру и Досю с этим не согласны. Они пытаются побороть свой страх. Сила Энко в очередной раз выходит из-под контроля. Ибики, Цуру и Досю идут за ней. Они понимают, что Энко одиноко из-за того, что её боятся. На поле боя члены команды 40 снова приходят к взаимопониманию. | |        |                      |
| 140 | Перенос разума, что проиграл чипсам «Потэти ни макэта синтэнсин но дзюцу» (ポテチに負けた心転身の術) | Филлер | 19 января 2020 года  |
| На очередном задании Иноджин не решается использовать перенос разума, из-за того, что он всё ещё не уверен в этой технике. Он просит родителей и Чочо ему помочь. В борьбе с Чочо у него ничего не выходит, но когда родители начинают ссориться, воля Иноджина остановить эту ссору помогает ему применить технику на Ино и справиться. | |        |                      |
| 141 | Замок Ходзуки: тюрьма синоби «Синоби кангоку: Ходзуки-дзё:» (忍監獄・鬼灯城)                         | Филлер | 26 января 2020 года  |
| Боруто и Мицуки под видом преступников проникают в замок Ходзуки, который является тюрьмой для шиноби. Там им предстоит выведать информацию, а также защитить Кокури, который годом ранее обокрал группировку «Мудзина», в которой состоял. Сарада же проникает в это же место под видом журналистки. В камере Боруто и Мицуки знакомят с Араем и Каматой. Они узнают, что за пределами тюрьмы растёт некая парализующая ягода. Боруто решается съесть её, чтобы попасть в госпиталь, где находится Кокури. Это удаётся, и сразу после их знакомства на Кокури нападает неизвестный заключённый и сразу же скрывается. | |        |                      |
| 142 | Проверка силы воли «Кондзё: тамэси» (根性試し)                                                       | Филлер | 2 февраля 2020 года  |
| Лорд Мудзё является главным в Замке Ходзуки, но на деле заправляет тюрьмой Бэнга. Чтобы узнать его слабости, Боруто обращается к боссу заключённых – Дорагу. За эту информацию Дорагу хочет, чтобы Боруто принёс ему лампочку с маяка, которая ему мешает спать. Боруто добирается до лампочки, но его замечают и собираются пристрелить. Ему приходится прибегнуть к технике молнии, чтобы скрыться. Свою часть сделки он выполнил. Сарада обыскивает кабинет Бэнги и находит записи о сделках с заключёнными и передаёт их Мудзё. Это помогает сделать так, чтобы Кокури после выписки из госпиталя попал в камеру с Боруто и Мицуки.                                                                                    | |        |                      |
| 143 | Охотник на Кокури «Кокури о нэратта ханнин» (コクリを狙った犯人)                                     | Филлер | 9 февраля 2020 года  |
| Боруто и Мицуки подозревают, что нападавший на Кокури сидит с ними в одной камере. Они обыскивают вещи и находят пропуск у Кедамы – их молчаливого сокамерника. Но в процессе разговора выясняется, что это Арай подкинул пропуск в кровать Кедамы, и это он нападал на Кокури. Теперь Арая ждёт наказание за сговор с Цукиё, который во что бы то ни стало хочет убить Кокури. | |        |                      |
| 144 | Секрет Кокури «Кокури но химицу» (コクリの秘密)                                                      | Филлер | 16 февраля 2020 года |
| Бэнга подкупает Камату, чтобы тот выяснил, что связывает Боруто и Кокури. Он следит за ними и понимает, что Боруто – шиноби Конохи. При этот Кокури признаётся, что все украденные деньги он пожертвовал на благотворительность. Камата узнаёт это и понимает, что эти деньги помогли его больной сестре, поэтому не раскрывает секреты Боруто и Кокури Бэнге, за что попадает в карцер. В замок приходит орден на досрочное освобождение Кокури, которое уничтожает Бэнга. Мудзё становится плохо и он покидает замок. Бэнга чувствует себя по-настоящему главным и собирается перевести Кокури в другой замок, где ему будут находиться ещё опаснее, чем здесь.                                                          | |        |                      |
| 145 | Побег из Ходзуки «Ходзуки-дзё: о дацугокусэё» (鬼灯城を脱獄せよ)                                     | Филлер | 23 февраля 2020 года |
| Боруто решается на побег. Они с Сарадой и Мицуки разрабатывают план, как им освободить Кокури. Бэнга узнаёт у заключённых, что Сарада пыталась выяснить его связь с Цукиё. Он поджидает Сараду и скидывает её в яму. Сразу после этого его разговор со стражей подслушивает Кедама, но решает не вмешиваться не в своё дело. | |        |                      |
| 146 | Побег из тюрьмы «Дацугоку, кэкко:!!» (脱獄、決行!!)                                                  | Филлер | 1 марта 2020 года    |
| Сигнал от Сарады так и не приходит, но Боруто с Мицуки и Кокури всё равно выдвигаются. Бэнга роется в вещах Сарады и понимает, что они с Боруто заодно. Побег разоблачён. Кедама решает всё же пойти за Боруто и попадает в туннели, где чуть не утонула Сарада. Он ей помогает. Бэнга догоняет Боруто и остальных, но остановить их у него не получается, так как появляется Сарада, разбивает стену и пещеру заполняет вода. Бэнга идёт в карцер к Цукиё, освобождает его и снимает печать сдерживания. Теперь Цукиё намерен убить Кокури. | |        |                      |
| 147 | Битва в полнолунье «Гекка но кэссэн» (月下の決戦)                                                    | Филлер | 8 марта 2020 года    |
| Начался бой, команде 7 общими усилиями удаётся победить Цукиё. На место прибывают шиноби Конохи и миссия наконец-то заканчивается. Мудзё снова в замке, Камата возвращается в свою камеру и получает письмо от сестры. Из блокнота Кокури полиция Конохи узнаёт, что главарь «Мудзина», Сёдзёдзи, владеет трупной техникой – он может обрести облик и память того, кого убил. В конце нам показывают, что ранее глава группировки «Мудзина» убил и принял облик Цукиё, чтобы скрыть свою личность, а теперь он в теле Кокури снова возвращается в «Мудзина». | |        |                      |
| 148 | Новая миссия «Аратана нимму!!» (新たな任務!!)                                                        | 11     | 15 марта 2020 года   |
| На очередной миссии Боруто обдумывает момент завершения схватки с Момошики и практически проваливает миссию. В Коноху прибывает даймё Иккю Мадока и его сын Тэнто. За ним присматривает Ямаока. Тэнто является фанатом карточек ниндзя, поэтому он скупает их со всех магазинов, но у него всё ещё нет карточки седьмого Хокаге, а генины Конохи не хотят ему её продавать. В процессе он встречает Боруто и восхищается им, поэтому хочет, чтобы он стал его телохранителем. | |        |                      |
| 149 | Друзья «Томодати...!!» (友達…!!)                                                                     | 12     | 22 марта 2020 года   |
| Тэнто просит Боруто тренировать его, как настоящего ниндзя. Они отправляются метать сюрикены, в чём Тэнто делает небольшие успехи. На Ямаоку, сопровождающего Тэнто, нападает Сёдзёдзи и захватывает его лицо. Теперь он действует от лица Ямаоки. | |        |                      |
| 150 | Ценность козыря «Кирифуда но кати» (切り札の価値)                                                    | 13     | 29 марта 2020 года   |
| Фальшивый Ямаока заманивает и похищает Тэнто. Он требует выкуп у его отца. Это случайно подслушивает Боруто и решает со всем разобраться самостоятельно. Из-за этого он не идёт на миссию с командой 7. Сёдзёдзи планирует убить и принять облик Тэнто, чтобы потом то же самое сделать и с даймё, но его прерывает Боруто. | |        |                      |

### 7 сезон (2020)
| № серии | Заглавие                                                                              | Экранизированные главы манги | Трансляция в Японии   |
| ------- | ------------------------------------------------------------------------------------- | ---------------------------- | --------------------- |
| 151     | Боруто и Тэнто «Боруто то Тэнто:» (ボルトとテントウ)                                  | 14-15                        | 5 апреля 2020 года    |
| 152     | Развитие врачебных техник «Ирё: ниндзюцу но сусумэ» (医療忍術のすすめ)                | Филлер                       | 12 апреля 2020 года   |
| 153     | Золотая гармония «Агон но ха:мони:» (黄金のハーモニー)                                | Филлер                       | 19 апреля 2020 года   |
| 154     | Опыт синоби для Химавари «Химавари, ниндзя тайкэн!!» (ヒマワリ、忍者体験!!)           | Филлер                       | 26 апреля 2020 года   |
| 155     | Дождливый день Мицуки «Амэ но ни но Мицуки» (雨の日のミツキ)                          | Филлер                       | 5 июля 2020 года      |
| 156     | Нельзя оставаться худышкой «Суриму на мама дзя ираренай» (スリムなままじゃいられない) | Филлер                       | 12 июля 2020 года     |
| 157     | Следы «Кары» «„Кара“ но асиато» (「殻」の足跡)                                        | Филлер                       | 19 июля 2020 года     |
| 158     | Пропавший мужчина «Киэта отоко» (消えた男)                                            | Филлер                       | 26 июля 2020 года     |
| 159     | Клетки Хасирамы «Хасирама сайбо:» (柱間細胞)                                          | Филлер                       | 2 августа 2020 года   |
| 160     | В страну молчания «Сидзима но куни э» (黙の国へ)                                      | Филлер                       | 9 августа 2020 года   |
| 161     | Дьявольский замок «Акуму но сиро» (悪夢の城)                                          | Филлер                       | 16 августа 2020 года  |
| 162     | Вырваться из кольца! «Хои мо: о дассуцусэё!» (包囲網を脱出せよ!)                      | Филлер                       | 23 августа 2020 года  |
| 163     | Преследователи «Цуйсэкися-тати» (追跡者たち)                                          | Филлер                       | 30 августа 2020 года  |
| 164     | Запретная техника смерти «Си но киндзюцу» (死の禁術)                                  | Филлер                       | 6 сентября 2020 года  |
| 165     | Долг четверняшек «Ёцуго но симэй» (四つ子の使命)                                      | Филлер                       | 13 сентября 2020 года |
| 166     | Бой насмерть «Сито:» (死闘)                                                           | Филлер                       | 20 сентября 2020 года |
| 167     | Их решимость «Футари но какуго» (二人の覚悟)                                          | Филлер                       | 27 сентября 2020 года |
| 168     | Начало тренировок «Сю:гё: кайси!!» (修業開始!!)                                       | Филлер                       | 4 октября 2020 года   |
| 169     | Миссия со страной Песков «Суна то но кё:до: сакусэн» (砂との共同作戦)                 | Филлер                       | 11 октября 2020 года  |
| 170     | Новый расэнган «Атарасий расэнган» (新しい螺旋丸)                                     | Филлер                       | 18 октября 2020 года  |
| 171     | Плоды тренировок «Сю:гё: но сэйка» (修業の成果)                                       | Филлер                       | 25 октября 2020 года  |
| 172     | Автограф ужаса «Кё:фу но саин» (恐怖のサイン)                                         | Филлер                       | 1 ноября 2020 года    |
| 173     | Секрет подземной комнаты «Тикасицу но химицу» (地下室の秘密)                          | Филлер                       | 8 ноября 2020 года    |
| 174     | Возрождение Божественного древа «Синдзю сайсэй» (神樹再生)                            | Филлер                       | 15 ноября 2020 года   |
| 175     | Разрывая границы «Гэнкай но саки э...!!» (限界の先へ…!!)                              | Филлер                       | 22 ноября 2020 года   |
| 176     | Закрытие врат Аун «А・Н но мон о фусасэё!!» (あ・んの門を封鎖せよ!!)                  | Филлер                       | 29 ноября 2020 года   |
| 177     | Непреодолимая система наблюдения «Тэппэки но канти сисутэму» (鉄壁の感知システム)     | Филлер                       | 6 декабря 2020 года   |
| 178     | Спины отцов «Тити но сэнака» (父の背中)                                               | Филлер                       | 13 декабря 2020 года  |
| 179     | План Викты «Викута но имбо:» (ヴィクタの陰謀)                                         | Филлер                       | 20 декабря 2020 года  |
| 180     | Убийца Мугино «Ансацуся Мугино» (暗殺者ムギノ)                                        | Филлер                       | 27 декабря 2020 года  |

### 8 сезон (2021)
| № серии | Заглавие                                         | Экранизированные главы манги | Трансляция в Японии  |
| ------- | ------------------------------------------------ | ---------------------------- | -------------------- |
| 181     | Сосуд «Уцува» (器)                               | 16                           | 10 января 2021 года  |
| 182     | Ао «Ао» (青)                                     | 17                           | 17 января 2021 года  |
| 183     | Рука «Тэ» (手)                                   | 18                           | 24 января 2021 года  |
| 184     | Куклы «Нингё:» (人形)                            | 19-20                        | 31 января 2021 года  |
| 185     | Инструмент «До:гу» (道具)                        | 20-21                        | 7 февраля 2021 года  |
| 186     | Предназначение «Цукаиката» (使い方)              | 21-22                        | 14 февраля 2021 года |
| 187     | Карма «Ка:ма» (楔)                               | 22-23                        | 21 февраля 2021 года |
| 188     | Пробуждение «Мэдзамэ» (目覚め)                   | 24                           | 28 февраля 2021 года |
| 189     | Резонанс «Кё:мэй» (共鳴)                         | 24-25                        | 7 марта 2021 года    |
| 190     | Побег «Дассо:» (脱走)                            | Филлер                       | 14 марта 2021 года   |
| 191     | Бродячий пёс «Нораину» (野良犬)                  | Филлер                       | 21 марта 2021 года   |
| 192     | Прошлое «Како» (過去)                            | 26                           | 28 марта 2021 года   |
| 193     | Под одной крышей «До:кё:» (同居)                 | 26                           | 4 апреля 2021 года   |
| 194     | Семья Удзумаки «Удзумаки-кэ» (うずまき家)        | 27                           | 11 апреля 2021 года  |
| 195     | Ваза «Кабин» (花瓶)                              | 28                           | 18 апреля 2021 года  |
| 196     | Связующая сила «Цунагу тикара» (繋ぐ力)          | 29                           | 25 апреля 2021 года  |
| 197     | Дельта «Дэрута» (デルタ)                         | 30                           | 2 мая 2021 года      |
| 198     | Чудовище «Бакэмон» (怪物)                        | 31-32                        | 9 мая 2021 года      |
| 199     | Перегрузка «О:ба:ро:до» (オーバーロード)         | 33-34                        | 16 мая 2021 года     |
| 200     | Ученик «Дэcиири» (弟子入り)                      | 34                           | 23 мая 2021 года     |
| 201     | Пустые cлёзы «Караппо но намида» (空っぽの涙)    | 35                           | 30 мая 2021 года     |
| 202     | Культ «Кё:дан» (教団)                            | 35 Филлер                    | 6 июня 2021 года     |
| 203     | Налёт «Кюсю...!!» (急襲…!!)                      | 36-37                        | 13 июня 2021 года    |
| 204     | Вестник плохих новостей «Ябай яро:» (ヤバイ野郎) | 37-39                        | 20 июня 2021 года    |
| 205     | Доказательство «Со:мэй» (証明)                   | 39                           | 27 июня 2021 года    |

### 9 сезон (2021)
| № серии | Заглавие                                                                                | Экранизированные главы манги | Трансляция в Японии   |
| ------- | --------------------------------------------------------------------------------------- | ---------------------------- | --------------------- |
| 206     | Новая седьмая команда «Синсэй дайнанахан» (新生第七班)                                  | 39-41                        | 4 июля 2021 года      |
| 207     | Регенерация «Сайсэй» (再生)                                                             | 41-43                        | 11 июля 2021 года     |
| 208     | Появление Момосики «Момосики кэнгэн» (モモシキ顕現)                                     | 43-44                        | 18 июля 2021 года     |
| 209     | Изгой «Нокэмоно» (ノケモノ)                                                             | Филлер                       | 1 августа 2021 года   |
| 210     | Ниточки к «Каре» «„Кара“ но тэгакари» (「殻」の手がかり)                                | 45 Филлер                    | 8 августа 2021 года   |
| 211     | Погоня «Цуйсэки» (追跡)                                                                 | Филлер 43                    | 15 августа 2021 года  |
| 212     | Предательство Амадо «Амадо но бо:мэй» (アマドの亡命)                                    | 44-45                        | 22 августа 2021 года  |
| 213     | Истинное лицо «Сё:тай» (正体)                                                           | 45-46                        | 29 августа 2021 года  |
| 214     | Рок «Сукумэй» (宿命)                                                                    | 47-48                        | 5 сентября 2021 года  |
| 215     | Готовность «Какуго» (覚悟)                                                              | 48-49                        | 12 сентября 2021 года |
| 216     | Жертва «Икэниэ» (生贄)                                                                  | 50-51                        | 19 сентября 2021 года |
| 217     | Решимость «Кэцуи» (決意)                                                                | 52-53                        | 26 сентября 2021 года |
| 218     | Дружище «Айбо:» (相棒)                                                                  | 53-55                        | 3 октября 2021 года   |
| 219     | Возвращение «Кикан» (帰還)                                                              | 55-56                        | 10 октября 2021 года  |
| 220     | Оставшееся время «Нокосарэта дзикан» (残された時間)                                     | 56-58                        | 17 октября 2021 года  |
| 221     | И снова экзамен на тюнинов «Тю:нин сикен, футатаби» (中忍試験、再び)                    | Филлер                       | 24 октября 2021 года  |
| 222     | Ночь перед финалом «Кэссэн дзэнъя» (決戦前夜)                                           | Филлер                       | 31 октября 2021 года  |
| 223     | Инодзин против Хоки «Инодзин тай Хо:ки» (いのじん対ホウキ)                              | Филлер                       | 7 ноября 2021 года    |
| 224     | Легенда о демонической кошке «Бакэнэко дэнсэцу» (化け猫伝説)                            | Филлер                       | 14 ноября 2021 года   |
| 225     | Битва лучших подруг «Синъё: тайкэцу» (親友対決)                                         | Филлер                       | 21 ноября 2021 года   |
| 226     | Самурай против науки «Самурай тай кагаку» (サムライ対カガク)                            | Филлер                       | 28 ноября 2021 года   |
| 227     | Последнее задание Седьмой команды «Дайнанахан, сайго но нимму!?» (第七班、最後の任務!?) | Филлер                       | 5 декабря 2021 года   |
| 228     | Каваки: становление синоби «Каваки, синоби э но мити» (カワキ、忍への道)                | Филлер                       | 12 декабря 2021 года  |
| 229     | Неисполнение приказа «Мэйрей ихан» (命令違反)                                           | Филлер                       | 19 декабря 2021 года  |
| 230     | Желание «Нэгай» (願い)                                                                  | Филлер                       | 26 декабря 2021 года  |

### 10 сезон (2022)
| № серии | Заглавие                                                                         | Экранизированные главы манги | Трансляция в Японии  |
| ------- | -------------------------------------------------------------------------------- | ---------------------------- | -------------------- |
| 231     | Ржавая катана «Сабита катана» (錆びた刀)                                         | Филлер                       | 9 января 2022 года   |
| 232     | Первое задание командира Дэнки «Дэнки тайтё: но хацу нимму» (デンキ隊長の初任務) | Филлер                       | 16 января 2022 года  |
| 233     | Новая седьмая команда в деле «Синсэй дай нана-хан, хацудо:» (新生第七班、発動)   | Филлер                       | 23 января 2022 года  |
| 234     | Злодей на свободе «Ханатарэта акуто:» (放たれた悪党)                             | Филлер                       | 30 января 2022 года  |
| 235     | Проникновение на остров Дото «Сэнню:, Дото:дзима» (潜入、ドトウ島)               | Филлер                       | 6 февраля 2022 года  |
| 236     | Побег «Дассюцу» (脱出)                                                           | Филлер                       | 13 февраля 2022 года |
| 237     | Плавучая крепость «Идо: ё:сай» (移動要塞)                                        | Филлер                       | 20 февраля 2022 года |
| 238     | Убийца на борту «Сацудзинки но фунэ» (殺人鬼の船)                                | Филлер                       | 27 февраля 2022 года |
| 239     | Юноша с острова корабелов «Дзо:сэн но сима но сё:нэн» (造船の島の少年)           | Филлер                       | 6 марта 2022 года    |
| 240     | Мечта Икады «Икада но юмэ» (イカダの夢)                                          | Филлер                       | 13 марта 2022 года   |
| 241     | Секрет Икады «Икада но химицу» (イカダの秘密)                                    | Филлер                       | 20 марта 2022 года   |
| 242     | Сэйрэн «Сэйрэн» (青煉)                                                           | Филлер                       | 27 марта 2022 года   |
| 243     | Место в жизни «Ибасё» (居場所)                                                   | Филлер                       | 3 апреля 2022 года   |
| 244     | Раскол «Кирэцу» (亀裂)                                                           | Филлер                       | 10 апреля 2022 года  |
| 245     | Настойчивость Фунамуси «Фунамуси но сю:нэн» (フナムシの執念)                     | Филлер                       | 17 апреля 2022 года  |
| 246     | Жестокий удар «Итадэ» (痛手)                                                     | Филлер                       | 24 апреля 2022 года  |
| 247     | Ради Кагуры «Кагура но тамэ ни» (かぐらのために)                                 | Филлер                       | 1 мая 2022 года      |
| 248     | И вновь бой насмерть «Сито:, футатаби» (死闘、再び)                              | Филлер                       | 8 мая 2022 года      |
| 249     | Ростки ненависти «Никусими но мэ» (憎しみの芽)                                   | Филлер                       | 15 мая 2022 года     |
| 250     | Кровь Фунато «Фунато но ти» (舟戸の血)                                           | Филлер                       | 22 мая 2022 года     |
| 251     | Их решимость «Футари но кэцуи» (二人の決意)                                      | Филлер                       | 29 мая 2022 года     |
| 252     | Желание верить «Синдзиру кимоти» (信じる気持ち)                                  | Филлер                       | 5 июня 2022 года     |
| 253     | Противоречивые чувства «Айирэнай омой» (相容れない想い)                          | Филлер                       | 12 июня 2022 года    |
| 254     | Круговорот мести «Фукусю: но удзу» (復讐の渦)                                    | Филлер                       | 19 июня 2022 года    |
| 255     | Задание с подвохом «Яккай на сюкудай» (厄介な宿題)                               | Филлер                       | 26 июня 2022 года    |

### 11 сезон (2022)
| № серии | Заглавие                                                                                     | Экранизированные главы манги | Трансляция в Японии   |
| ------- | -------------------------------------------------------------------------------------------- | ---------------------------- | --------------------- |
| 256     | Первоклассный рецепт «Гокудзё: но рэсипи» (極上のレシピ)                                     | Филлер                       | 3 июля 2022 года      |
| 257     | И тогда Хокагэ… стал Конохамару?! «Хокагэ ни натта Конохамару!?» (火影になった木ノ葉丸!？)   | Филлер                       | 10 июля 2022 года     |
| 258     | Удзумаки на горячих источниках «Удзумаки-кэ но онсэн рёко:» (うずまき家の温泉旅行)           | Филлер                       | 17 июля 2022 года     |
| 259     | Неизлечимые раны «Иэнай кидзу» (癒えない傷)                                                  | Филлер                       | 24 июля 2022 года     |
| 260     | Фейерверки любви «Кой но утиагэ ханаби» (恋の打ち上げ花火)                                   | Филлер                       | 31 июля 2022 года     |
| 261     | Каваки в Академии синоби «Каваки, акадэми: ню:гаку!!» (カワキ、忍者学校入学!!)               | Филлер                       | 7 августа 2022 года   |
| 262     | Чаепитие у принцессы «О-химэ-сама но отякай» (お姫様のお茶会)                                | Филлер                       | 14 августа 2022 года  |
| 263     | Расцветай, Хана! Талант учителя «Хана хиракэ!! Кё:си но сайно:» (花開け!!教師の才能)         | Филлер                       | 21 августа 2022 года  |
| 264     | Поисковый отряд Семи школьных тайн! «Нана фусиги танкэн-тай кэссэй!!» (七不思議探検隊結成!!) | Филлер                       | 28 августа 2022 года  |
| 265     | Практика: командное соревнование! «Ти:му тайко:, дзицуги дзиссю:!!» (チーム対抗、実技実習!!) | Филлер                       | 4 сентября 2022 года  |
| 266     | Дело о похищении Химавари «Химавари ю:кай дзикэн» (ヒマワリ誘拐事件)                         | Филлер                       | 11 сентября 2022 года |
| 267     | Прикрытие Каваки под угрозой?! «Каваки, сё:тай хаккаку!?» (カワキ、正体発覚！？)             | Филлер                       | 18 сентября 2022 года |
| 268     | Фестиваль под прицелом «Нэраварэта гакуэнсай» (狙われた学園祭)                               | Филлер                       | 25 сентября 2022 года |
| 269     | Крадущаяся тень «Синобиёру кагэ» (忍び寄る影)                                                | Филлер                       | 2 октября 2022 года   |
| 270     | Две стороны одной медали «Хё:рииттай» (表裏一体)                                             | Филлер                       | 9 октября 2022 года   |
| 271     | Остров предательства «Урагири но сима» (裏切りの島)                                          | Филлер                       | 16 октября 2022 года  |
| 272     | Сбор учеников «Сэйто дайгэцу!!» (生徒団結!!)                                                 | Филлер                       | 23 октября 2022 года  |
| 273     | Прощай, Академия! «Сараба Акадэми:» (さらば忍者学校!!)                                       | Филлер                       | 30 октября 2022 года  |
| 274     | Обессиленный ястреб «Тобэнай така» (翔べない鷹)                                              | Филлер                       | 6 ноября 2022 года    |
| 275     | И вновь ввысь! «Футатаби сора э» (再び空へ)                                                  | Филлер                       | 13 ноября 2022 года   |
| 276     | Добро пожаловать в лабиринт «Мэйкю: э ё:косо» (迷宮へようこそ)                               | Филлер                       | 20 ноября 2022 года   |
| 277     | Затухающее пламя жизни «Киэру иноти» (消える命)                                              | Филлер                       | 27 ноября 2022 года   |
| 278     | Музыкальные стулья «Исутори гэ:му» (椅子取りゲーム)                                          | Филлер                       | 4 декабря 2022 года   |
| 279     | Непреодолимая семёрка «Сити но кабэ» (七の壁)                                                | Филлер                       | 11 декабря 2022 года  |
| 280     | Прорыв «Топпако:» (突破口)                                                                   | Филлер                       | 18 декабря 2022 года  |
| 281     | Правда о Яцумэ «Яцумэ но синдзицу» (八つ目の真実)                                            | Филлер                       | 25 декабря 2022 года  |

### 12 сезон (2023)
| № серии | Заглавие                                                                                                   | Экранизированные главы манги | Трансляция в Японии  |
| ------- | --- | ---------------------------- | -------------------- |
| 282     | История Саскэ: Внедрение «Саскэ Рэцудэн・Сэнню:» (サスケ烈伝・潜入)                                        | Филлер (новелла)             | 8 января 2023 года   |
| 283     | История Саскэ: Созвездия «Саскэ Рэцудэн・Хосинарабэ» (サスケ烈伝・星ならべ)                                | Филлер (новелла)             | 15 января 2023 года  |
| 284     | История Саскэ: Секрет потайной комнаты «Саскэ Рэцудэн・Тикасицу но химицу» (サスケ烈伝・地下室の秘密)      | Филлер (новелла)             | 22 января 2023 года  |
| 285     | История Саскэ: Там, где небо коснулось земли «Саскэ Рэцудэн・Ти ни фуруси сора» (サスケ烈伝・地に降りし空) | Филлер (новелла)             | 29 января 2023 года  |
| 286     | История Саскэ: Кольцо «Саскэ Рэцудэн・Юбива» (サスケ烈伝・指輪)                                            | Филлер (новелла)             | 5 февраля 2023 года  |
| 287     | Следы когтей «Цумэато» (爪痕)                                                                              | 55-57                        | 12 февраля 2023 года |
| 288     | Пленники «Фурё» (俘虜)                                                                                     | 57-58                        | 19 февраля 2023 года |
| 289     | Права «Сикаку» (資格)                                                                                      | 59-60                        | 26 февраля 2023 года |
| 290     | Присутствие «Кэхай» (気配)                                                                                 | 61-63                        | 5 марта 2023 года    |
| 291     | Подчинение «Конторо:ру» (支配)                                                                             | 63-65                        | 12 марта 2023 года   |
| 292     | Жажда «Кацубо:» (渇望)                                                                                     | 65-66                        | 19 марта 2023 года   |
| 293     | Разлука «Вакарэ» (別れ)                                                                                    | 67-68, 70                    | 26 марта 2023 года   |